# Октябрський Пилип Сергійович
Пили́п Сергі́йович Октя́брський (рос. Филипп Сергеевич Октябрьский, справжнє прізвище (до 1924 року) — Іванов; 11 (23) жовтня 1899, Лукшино, Тверська губернія — 8 липня 1969, Севастополь) — радянський військово-морський діяч, Герой Радянського Союзу, адмірал, у роки німецько-радянської війни — командувач Чорноморським флотом, один із керівників Оборони Севастополя в 1941—1942 роках. Член Центральної Ревізійної комісії ВКП(б) у 1941—1952 роках. Депутат Верховної Ради СРСР 1—2-го скликань.

## Біографія
Народився 9 (21 жовтня) 1899 року в селі Лукшино Старицького повіту Тверської губернії (нині Старицького району Тверської області) в селянській родині. Росіянин. Закінчивши 4-х класну земську школу, три роки був пастухом, після чого в 1915 році виїхав спочатку в Шліссельбург, а потім у Санкт-Петербург на заробітки. Працював кочегаром, потім помічником машиніста на пароплавах, що ходили по Ладозі, Свірі, Неві.

### Служба на флоті
У 1918 році добровільно вступив до лав Військово-морського флоту. Член РКП(б) з 1919 року. У період Громадянської війни служив машиністом на навчальному кораблі «Океан» Балтійського флоту, з 1920 року на допоміжному крейсері «Лейтенант Шмідт» Північної військової флотилії. У 1921 році служив на лінкорі «Гангут».
У 1922 році закінчив курси при Петроградському комуністичному університеті, після чого працював у морському відділі Політуправління РСЧА, в політвідділі флотилії. У 1924 році він змінив своє прізвище Іванов на Октябрський на честь Жовтневого перевороту. У 1925—1928 роках навчався на паралельних класах при Військово-морському училищі імені М. В. Фрунзе. Потім проходив службу на Балтійському, Тихоокеанському і Чорноморському флотах, командував торпедним катером, групою, дивізіоном, загоном і бригадою торпедних катерів.
У 1935 році, будучи вже комбригом, був нагороджений першим своїм орденом Червоної Зірки, який він отримав за освоєння катерів на новому морському театрі і розробку методів взаємодії кораблів з авіацією, берегової обороною і сухопутними військами.
З лютого 1938 року командував Амурською військовою флотилією, а з березня 1939 року — Чорноморським флотом.

#### Німецько-радянська війна
У німецько-радянську війну віцеадмірал П. С. Октябрський — один із керівників оборони Одеси і Севастополя. Будучи командувачем Чорноморським флотом, одночасно з 7 листопада 1941 по 30 червня 1942 року був командувачем Севастопольського оборонного району. У період оборони Одеси флот під командуванням П. С. Октябрського забезпечував морські перевезення бойової техніки та особового складу до обложеного міста, а на заключному етапі оборони евакуацію людей, техніки, підприємств.
Брав участь у підготовці та здійсненні сумнозвісної Керченсько-Феодосійської десантної операції 1941—1942 років, що завершилася повним розгромом червоного десанту (загальні втрати становили понад 300 тис. осіб, включаючи близько 170 тисяч полонених).
Керував обороною Севастополя в 1941—1942 роках. Усупереч морським традиціям, Октябрський кинув напризволяще війська, евакуювавшись із групою начальницького складу та партійних працівників на Кавказ. Німецький генерал Курт Тіппельскірх заявив про захоплення на мисі Херсонес 100 тис. полонених, 622 гармат, 26 танків і 141 літаків, проте за радянськими архівними даними кількість полонених становила 78 230 чоловік.
З червня 1943 року — командувач Амурської військової флотилії, а з березня 1944 року знову командувач Чорноморським флотом. Чорноморський флот під командуванням Октябрського зробив великий внесок в оборону Кавказу. Брав участь у проведенні Одеської та Кримської операції (березень — травень 1944).
10 квітня 1944 Октябрському було надано військове звання адмірала.
Також брав участь в Яссько-Кишинівській операції (серпень 1944). За вміле командування флотом в ході бойових операцій Ф. С. Октябрський був нагороджений двома орденами Ушакова, орденом Нахімова, Суворова, Червоного прапора, а також американським орденом «Легіон Заслуг».

#### Повоєнний період
Після війни продовжував командувати Чорноморським флотом. З листопада 1948 року по січень 1951 року був першим заступником головкому Військово-морських сил СРСР, потім в 1951—1952 роках у відставці через хворобу. З квітня 1952 року по листопад 1953 року — начальник Управління науково-випробувальних полігонів. З 1957 року по 1960 рік — начальник Чорноморського вищого військово-морського училища імені П. С. Нахімова (Севастополь).
За вміле керівництво флотом і проявлені мужність, відвагу і героїзм в боротьбі з німецько-фашистськими загарбниками Указом Президії Верховної Ради СРСР від 20 лютого 1958 адміралу Октябрському Пилипу Сергійовичу присвоєно звання Героя Радянського Союзу з врученням ордена Леніна і медалі «Золота Зірка» (№ 10800).
З вересня 1960 року — військовий інспектор-радник Групи генеральних інспекторів Міністерства оборони СРСР. З лютого 1941 по 1952 рік був членом Центральної ревізійної комісії ВКП(б).

Могила Пилипа Октябрського

Почесний громадянин Севастополя з 25 жовтня 1967 року. Помер 8 липня 1969 року в Севастополі. Похований у Севастополі на кладовищі Комунарів.

## Нагороди
Нагороджений трьома орденами Леніна, трьома орденами Червоного Прапора, двома орденами Ушакова 1-го ступеня (№ 4 від 22 липня 1944 року, № 49 від 28 червня 1945 року), орденами Нахімова 1-го ступеня, Суворова 2-го ступеня, Червоної Зірки, медалями.

## Пам'ять

анотаційна дошка на вулиці Адмірала Октябрського

Ім'я Октябрського носить корабель. 26 серпня 1969 року вулиця Повсталих в Ленінському районі Севастополя була перейменована у вулицю Адмірала Октябрського, на будинку № 8 якої встановлено анотаційну дошку. У тому ж році ім'ям адмірала названий навчальний загін Чорноморського флоту на території Лазаревських казарм.
На будинку в Севастополі по вулиці Радянській, 49, де з 1959 по 1969 рік жив Пилип Октябрський, в 1971 році встановлено меморіальну дошку (художник І. А. Белицький).
1989 року дочка адмірала, Римма Пилипівна, видала документальну книгу про батька «Штормовые годы. Рассказ об адмирале Ф. С. Октябрьском».